# Лерхова, Дагмар
Дагмар Лерхова (чеш. Dagmar Lerchová; 22 октября 1930, Прага — 24 апреля 2017) — фигуристка из Чехословакии, участница Олимпиады 1948 года в женском одиночном катании.

## Спортивные достижения
| Соревнования/Сезоны | 1947 | 1948 | 1949 | 1950 | 1951 | 1952 | 1953 | 1954 | 1955 |
| ------------------- | ---- | ---- | ---- | ---- | ---- | ---- | ---- | ---- | ---- |
| Зимние Олимпиады    |      | 13   |      |      |      |      |      |      |      |
| Чемпионаты мира     |      | 10   | 8    | 12   |      |      |      |      | 14   |
| Чемпионаты Европы   | 11   | 6    | 5    | 5    |      | 6    |      | 12   | 10   |